# Feelin' So Good (DVD)
Feelin' So Good è il primo DVD della cantante statunitense Jennifer Lopez, pubblicato nel novembre del 2000.

## Tracce
1. Program Start
2. Why Risk a Music Career?
3. Press Tours/Promotions
4. "If You Had My Love" (1999 VH1 Fashion Awards)
5. Beginning of the Year
6. Introduction to "If You Had My Love" Video
7. "If You Had My Love"
8. Introduction to "No Me Ames" Video
9. Madison Square Garden with Marc Anthony
10. "No Me Ames"
11. First Number One Single
12. Record Release Week
13. Introduction to "Let's Get Loud"
14. "Let's Get Loud" (1999 Women's World Cup Performance)
15. Jennifer's Energy
16. "Waiting for Tonight" (1999 Billboard Music Awards Performance)
17. Introduction to "Waiting for Tonight" Video
18. Introduction to "Waiting for Tonight" Remix Video
19. "Waiting for Tonight" (Megamix Video)
20. Jennifer's Mom
21. Fan Support
22. Working on Record
23. Tina Landon
24. "If You Had My Love" (1999 Blockbuster Awards Performance)
25. Jennifer Goofing Around
26. "Baila"
27. Film Energy vs. Music Energy
28. Introduction to "Feelin' So Good"
29. "Feelin' So Good" (featuring Big Pun and Fat Joe)
30. End Credits

### Bonus tracks
1. "If You Had My Love" - Video musicale
2. "If You Had My Love" (Darkchild Remix) - Video musicale
3. "No Me Ames" - Video musicale
4. "Waiting for Tonight" - Video musicale
5. "Waiting for Tonight" (Versione spagnola "Una Noche Mas") - Video musicale
6. "Waiting for Tonight" (Hex Hector Remix) - Video musicale
7. "Waiting for Tonight" (Megamix) - Video musicale
8. "Feelin' So Good" - Video musicale
9. "Baila" - Video musicale
10. On the 6 - EPK
11. Interactive Biography
12. Photogallery
13. Behind the Scenes (Photoshoots)